# Festival internazionale del cinema di Salerno
Il festival internazionale del cinema di Salerno è un festival cinematografico che si tiene a Salerno quasi ininterrottamente dal 1946 è il secondo in Italia dopo la Mostra del cinema di Venezia. Il festival è una manifestazione competitiva per produzioni italiane ed internazionali.

## Storia
Il festival internazionale del cinema di Salerno ha avuto la sua prima edizione nel 1946 quando fu il primo festival del passo ridotto, cioè che presentava film “ridotti” dal 35mm al 16mm per una più comoda diffusione.
A quella storica edizione parteciparono, tra gli altri, Vittorio De Sica, Rossano Brazzi, Adriana Benetti, María Mercader, Mariella Lotti. In tale occasione le proiezioni furono tenute non solo a Salerno ma anche a Cava de' Tirreni, Positano ed Amalfi.
Da allora il Festival si è tenuto annualmente (ad eccezione del 1953, 1957, 1959 e 1960); l'ubicazione è al cinema/teatro Augusteo, situato al pianterreno settentrionale del Municipio di Salerno, ed anche talora al Teatro Verdi
Nel 1967 il festival vide la partecipazione di ben 514 lungometraggi realizzati in cinquanta paesi diversi.
Durante l'edizione del 1974 l'AGIS organizzò un convegno dal titolo: Tavola rotonda su il Mezzogiorno e il cinema italiano.
Nel 1981 nel corso della 34.ma edizione del Festival del cinema fu posta l’attenzione sulla tutela del cortometraggio fino al quel momento fortemente penalizzato dal punto di vista legislativo.
Nel 2011 l'edizione è stata dedicata ai 150 anni dell'Unità d'Italia. Nel 2012 vi hanno partecipato lungometraggi di registi emergenti come Massimo Venier.
Nel 2020 a seguito della pandemia di COVID-19 la manifestazione si è svolta in versione digitale attraverso le dirette in streaming.
L'edizione del 2021 ha visto la partecipazione di 350 i film in concorso provenienti da 50 nazioni.

## Vincitori

### Edizione 2019[16]
- Gran Trofeo "Golfo di Salerno - Ignazio Rossi": Nati 2 volte di Pierluigi Di Lallo
- Apollo d'oro di Salerno: Maria Cirone Scarfì (scrittrice, filmaker)
- Premio alla carriera: Pinuccio Pirazzoli (direttore d'orchestra)
- Premio alla carriera: Nino Celeste (direttore della fotografia)
- Trofeo sezione lungometraggi: Il pesce pettine di Maria Pia Cerulo
- Trofeo Festival (Miglior soggetto e sceneggiatura) lungometraggi: Qui non si muore di Roberto Gasparro
- Trofeo Festival sezione lungometraggi: L'eroe di Cristiano Anania
- Trofeo Festival sezione lungometraggi: Amanet (L'ultima volontà) di Namik Ajazi
- Trofeo Festival sezione documentari: Terra Mia - Non è un Paese per santi, di Ambrogio Crespi
- Targa sezione Web-Serie: Wurstel - Memorie di una casalinga inquieta di Fabio Luigi Lionello
- Targa Festival sezione Docu-Fiction: Bruciate Napoli di Arnaldo Delehaye
- Targa sezione cortometraggi: 8 di Gabriele Fabbro

### Edizione 2020[17]
- Gran Trofeo "Golfo di Salerno - Ignazio Rossi" e Premio giuria popolare internazionale: Re Minore di Giuseppe Ferlito
- Premio Festival del cinema di Salerno: Alessio Boni
- Premio Festival del cinema di Salerno: Maria Grazia Cucinotta
- Premio alla carriera: Maurizio Mattioli
- Trofeo festival al miglior lungometraggio italiano: La Guerra di Cam di Laura Muscardin
- Trofeo di categoria miglior lungometraggio straniero: Havana Kyrie di Paolo Consorti
- Premio miglior caratterista: Davide Marotta
- Premio per la colonna sonora: Sal da Vinci per il film Ammen di Ciro Villano
- Premio per la sceneggiatura: Ciro Villano per il film Ammen di Ciro Villano
- Trofeo di categoria cortometraggi italiani: Gli atomici fotonici di Davide Morando
- Trofeo di categoria cortometraggi stranieri: La inmortalidad de las letras di Ney Loia
- Trofeo di categoria documentari di informazione varia: Tears&Dreams di Lia Beltrami
- Trofeo di categoria documentari didattici: Fuoco Sacro di Antonio Castaldo
- Trofeo di categoria Discovery Campania: La Napoli di mio Padre di Alessia Bottone
- Trofeo di categoria cartoons: Snow Shelter di Robertas Nevecka
- Targa sezione cortometraggi: Il Capolavoro di Stefano Moscone

Edizione 2022

#### Sezione documentari
"BJ: The Life and Times of Bosco and Jojo"
Prod.: 80 Degrees Production Ltd., Make Art Not War, Fuera de la Común, 180 Degrees Production Ltd., Make Art Not War
Regia: Sergio Bonacci LAPALMA

Edizione 2023
Documentari
- Premio del Pubblico: LA CARDATA di Giuseppe Angileri di Giuseppe Angileri

Edizione 2024
- Premio alla Carriera Apollo d’Oro di Salerno a Ricky Tognazzi

#### Lungometraggi
- Premio Migliore Film Italiano: Il monaco che vinse l'Apocalisse di Jordan River
- Trofeo di Categoria Migliore Film Straniero: "Global Harmony" di Fabio Massa
- Gran Trofeo Golfo di Salerno 'Ignazio Rossi: "Girasoli" di Catrinel Marlon